# 3.º Batalhão das Terceiras Marinhas
O Terceiro Batalhão das Terceiras Marinhas, foi um batalhão de infantaria, durante a Guerra Civil Americana.